# C/1490 Y1
C/1490 Y1은 사분의자리 유성우를 일으키는 것으로 추측되는 혜성이다. 500년 전 중국 명나라 때 발견하였으며, 소행성 2003 EH1과 같을 것으로 본다.

## 같이 보기
- 천명